# Патуа
Патуа́ (фр. patois — наречие) — диалект или язык, который считается нестандартным в рамках определённой лингвистической системы. Этот термин в лингвистике формально не определён. Наравне с ним используется термин «вернакуляр». Жаргоны и сленги этим словом не называют, поскольку те не составляют целостную языковую систему, используя только отдельные специальные слова.
Довольно часто, особенно, во Франции, употребление термина «патуа» предполагает классовые различия. На патуа говорят необразованные сельские жители, а на доминирующем престижном языке (в случае Франции, на стандартном французском) – представители среднего и высшего класса, жители городов.
В расширительном понимании может обозначать любой нестандартизированный вариант данного языка — диалект, креольский язык, пиджин. Например, на Ямайке патуа (Patwa, Patua, Patois) — это местный креольский язык на основе английского с включением элементов индийского, голландского и африканского происхождения.

## Этимология
Термин происходит от старофранцузского слова «patois», возможно, восходящего к глаголу «patoier», который означает «грубо говорить», с добавлением уничижительного суффикса -ois.

## Примеры
Во Франции и других франкоязычных странах словом патуа (patois) называют региональные языки: пикардский, окситанский, провансальский, каталанский, запрещённые к использованию во времена короля Людовика XIV. Жан Жорес назвал патуа «языком побежденной нации».
Примером патуа являются также вернакулярные формы английского языка, распространённые в странах Карибского бассейна, в частности, ямайский креольский язык. В этом языке активно используются слова языков многих этнических и культурных групп Карибского бассейна, включая испанский, португальский, китайский, английский, языки индейцев, а также несколько африканских языков. На некоторых карибских островах и странах карибского бассейна (Коста-Рика, Тринидад и Тобаго, Барбадос и Гайана) существуют креольские диалекты, использующие в качестве основы множество разнообразных языков: французский, испанский, арабский, иврит, немецкий, голландский, итальянский, китайский, вьетнамский и другие.
Другие примеры патуа – суржик и трасянка, поморские, казачьи и сибирские говоры (в Евразии), шенг и цоциталь (в Африке). Патуа также можно назвать язык, на котором говорят в некоторых районах на юге Уругвая, где живёт много иммигрантов из Франции и Пьемонта. На основе португальского языка в бывшей португальской колонии Макао образовался маканский язык.